# Torpedo Gruppe
Die Torpedo Gruppe ist eine im Automobilhandel tätige Unternehmensgruppe mit Sitz in Kaiserslautern, die 1928 gegründet wurde. Die Gruppe mit der Konzernmutter Torpedo-Garage Ansorg, Herrmann und Thomas GmbH u. Co. KG vertreibt neue und gebrauchte Personen- und Nutzfahrzeuge der Marken Mercedes-Benz, smart, Hyundai, Land Rover und BYD Auto in fünf Bundesländern, vor allem in Rheinland-Pfalz, im Saarland und in Sachsen.

## Geschichte

### Gründungsjahre
Das Unternehmen wurde 1928 durch Hermann Ansorg, August Herrmann und Karl Thomas als Kfz-Werkstatt mit fünf Mitarbeitern gegründet. Diese diente zunächst als Werkstatt für die Lieferfahrzeuge des Lebensmittelgroßhandels Ottmann-Thomas aus Kaiserslautern, der bereits seit 1845 existierte. Schon im Gründungsjahr wurde ein Vertriebsvertrag mit Mercedes-Benz abgeschlossen, um Personen- und Lastkraftwagen in Kaiserslautern und anderen Städten in Rheinland-Pfalz zu vertreiben. Weitere in den Anfangsjahren vertriebene Marken waren BMW, Fiat und Tempo.

### Logo und Firmenname
Das Logo der Gruppe zeigte ursprünglich drei stilisierte Torpedoboote, von denen sich auch der Firmenname ableitet. Nach dem Verständnis des frühen 20. Jahrhunderts sollte es Modernität und technischen Fortschritt symbolisieren. Das heutige Logo der Gruppe zitiert das ursprüngliche Motiv nur noch abstrakt.

### Der Zweite Weltkrieg und die Jahre bis 1990
Während des Zweiten Weltkriegs konnten die Autohäuser der Gruppe kaum noch Personenkraftwagen umsetzen. Auch wurden die Firmengebäude durch Bombenangriffe weitgehend zerstört. 1956 wurde deshalb unter der Geschäftsführung von Carl Philipp Ritter und Hans Schoeneich ein neuer Firmensitz in Kaiserslautern errichtet. Die Gruppe hat dort noch heute ihren Sitz. In den Folgejahren kamen weitere Niederlassungen in umliegenden Städten hinzu, zunächst als Reparaturbetriebe, dann als ganze Autohäuser. 1973 übernahm Peter Ritter, der Sohn von Carl Philipp Ritter, die Geschäftsführung, die er bis heute innehat.

### Expansion nach der Wiedervereinigung
Nach der deutschen Wiedervereinigung eröffnete die Torpedo Gruppe ab 1991 mehrere Niederlassungen in den neuen Bundesländern. Heute unterhält die Gruppe acht Standorte in Sachsen und Brandenburg. In den Folgejahren wurden weitere Autohäuser in Rheinland-Pfalz und Baden-Württemberg übernommen, sodass die Gruppe heute über 28 Niederlassungen in fünf Bundesländern verfügt.

### 21. Jahrhundert
Seit 2000 vertreibt die Gruppe auch die Automarke smart, die wie Mercedes-Benz zur Daimler AG gehört. 2003 hatte die Gruppe 532 Mitarbeiter. Von 2002 bis 2009 wurden auch die US-amerikanischen Marken Chrysler und Jeep gehandelt, seit 2011 Modelle des englischen Herstellers Land Rover. Im Jahr 2015 erwarb die Torpedo Gruppe eine Niederlassung der Daimler AG im Saarland mit 366 weiteren Mitarbeitern. Von 2016 bis 2019 trat die Gruppe außerdem als Sponsor des 1. FC Kaiserslautern in Erscheinung. Sie wird mittlerweile (2022) in vierter Generation von Mitgliedern der Familie Ritter geführt. Seit Oktober 2022 ist die Torpedo Gruppe einer von sechs Händlern für die Marke BYD Auto in Deutschland.
Im Mai 2023 wurde die Übernahme der bisher im Familienbesitz befindlichen Unternehmensgruppe durch die Hedin Automotive GmbH, eine deutsche Tochtergesellschaft der schwedischen Hedin Mobility Group, bekanntgegeben.

#### Gegenwärtige Struktur
Zur Torpedo Gruppe gehörten zum Stand September 2022 folgende Gesellschaften:
- TGN Beteiligungsgesellschaft mbH, Kaiserslautern (83,78 %)
- TGN Grundbesitz GmbH & Co. KG, Kaiserslautern (83,78 %)
- TG – Autohandelsgesellschaft mbH, Hoyerswerda (100 %)
- TG Automobile GmbH, Kaiserslautern (100 %)
- TG Versicherungs- und Leasfinanzgesellschaft mbH, Kaiserslautern (100 %)
- Torpedo Garage Südwest GmbH, Kaiserslautern (100 %)
- TG Ramstein GmbH, Ramstein-Miesenbach (100 %)
- Torpedo Garage Saarland GmbH, Saarbrücken (100 %)
- Torpedo-Rent GmbH, Kaiserslautern (100 %)
- Torpedo Services GmbH, Kaiserslautern (100 %)
- Torpedo Logistik & Service GmbH, Kaiserslautern
- Torpedo eMobility GmbH, Kaiserslautern

## Kennzahlen und Auszeichnungen
Im Jahr 2020 machte die Torpedo Gruppe einen Umsatz von rund 359 Mio. Euro, beschäftigt wurden 1.271 Mitarbeiter, davon 187 Auszubildende. 2018 wurde die Gruppe als eines von sechs Unternehmen im Automobilhandel mit besonders attraktiven Berufsaussichten ausgezeichnet, 2018 wurde der Konzern beim Internet Sales Award geehrt.